# Jovan Štokovac
Jovan Štokovac, hrvaški general, * 2. marec 1922, † 14. julij 1992.

## Življenjepis
Leta 1941 se je pridružil NOVJ in KPJ; med vojno je bil politični komisar več enot.
Po vojni je bil politični komisar divizije, načelnik štaba korpusa, pomočnik poveljnika za MPV obmejnih enot ter vojaškega področja, sekretar za ljudsko obrambo Vojvodine,...